# Riccardia trichomanoides
Riccardia trichomanoides là một loài rêu trong họ Aneuraceae. Loài này được Spruce Hässel de Menéndez ex Meenks mô tả khoa học đầu tiên năm 1987.